# JDAソフトウェア・ジャパン
JDAソフトウェア・ジャパン株式会社は、1997年に設立されたJDAソフトウェアグループの日本法人。所在地は東京都目黒区の中目黒GTタワー19階。代表取締役社長は桐生 卓。日本の大手製造企業、小売企業を中心に生産・製造計画、需要予測、マーチャンダイジング、カテゴリマネジメント等多くサプライチェーンソリューションの導入実績を持つ。
JDAソフトウェアグループは、米国アリゾナ州スコッツデールに本社を置く、サプライチェーンマネジメント、製造計画、小売計画、ストアオペレーション及びコラボレーティブカテゴリマネジメントソリューションのソフトウェア及びコンサルティングサービスを提供する企業。
1985年にJames Donald Armstrongにより設立、2012年末までに、Arthur、Intactix、E3、Manugistics、i2テクノロジーズ、RedPrairieとの吸収・合併を完了。2012年末のRedPrairieとの合併によりNew Mountain Capitalの傘下となる。
顧客実績は全世界に6,000社に及び、製造、流通、輸配送、小売及びサービス業界とサプライチェーン上の多岐の業種に亘ってサービスを提供している。

## 歴史
James Donald Armstrongにより、1978年カナダに設立された。 
1985年、Armstrongはカナダでの事業を売却し、Frederick M. Pakisと共に米国オハイオ州クリーブランドにJDA Software, Inc.を設立した。  
1987年、アリゾナ州フェニックスの自動車小売企業との契約後、当時8名だった全従業員と共に本社をアリゾナ州に移した。
およそ10年後の1996年3月15日に公開企業となり、カナダにあるJDAを買い戻した。1998年、Arthurの小売部門の買収を完了させたのが最初の大きな買収といえる。
2000年4月、世界3,000社以上の小売、サプライヤ及びメーカー向けにスペース管理ソリューションを提供していたIntactixを買収した。2001年9月には小売・流通向けの在庫最適化ソリューションを提供していたE3を買収し、世界20カ国の顧客ベースを獲得した。また2006年7月にManugisticsを買収し、需要・供給管理、及びプライシング、輸配送ロジスティクスアプリケーションへと製品ラインナップを拡大した。
2009年5月、JDAは、テキサス州ダラスに本拠地を置くサプライチェーンソリューションベンダーであるi2 Technologiesの買収意思を公表した。2010年1月に買収が完了。
2012年12月21日、JDAはサプライチェーン、ワークフォース管理ソリューションを提供するプライベート企業RedPrairieにより買収された。
2013年4月2日、クラウドベースのサプライチェーン計画、最適化及び分析ソフトウェア「JDA eight」を発表。

## 主要な合併・買収企業
- Blue Yonder - 2018年8月買収（2021年4月にパナソニックへ売却）
- RedPrairie - 2012年12月21日合併完了
- i2テクノロジーズ - 2010年1月28日買収
- Manugistics - 2006年に買収
- Arthur Retail
- E3 Corporation
- Intactix